# مهدي بن ضيف الله
مهدي بن ضيف الله (ولد في 6 مايو 1983 في قليبية) هو لاعب كرة قدم تونسي. يلعب حاليا منصب مهاجم.

## الأندية
- عام 2004 - 2007: الترجي الرياضي الجرجيسي  تونس
- 2007 - 2٬009: النجم الرياضي الساحلي  تونس
- 2010: النصر بنغازي  ليبيا
- 2010 - 2٬011: نادي المريخ السوداني أم درمان  السودان
- 2011: نادي الملعب التونسي  تونس
- 2012 - عام 2013: فيدزيف لودز (Widzew Łódź)  بولندا
- عام 2013 - عام 2014: نادي النصر الليبي بنغازي  ليبيا
- عام 2014 - عام 2015: بالي يوناتيد (Bali United)  إندونيسيا
- منذ عام 2015: النادي الرياضي لحمام الأنف  تونس

## روابط خارجية
- مهدي بن ضيف الله على موقع الاتحاد الدولي (مؤرشف)  (الإنجليزية)
- مهدي بن ضيف الله على موقع قاعدة بيانات كرة القدم.إي يو (الإنجليزية)
- مهدي بن ضيف الله على موقع ناشيونال فوتبول تيمز (الإنجليزية)
- مهدي بن ضيف الله على موقع Soccerway.com (الإنجليزية)
- (بالفرنسية) Player profile at Etoile-du-sahel.com